# Догерн
Догерн (нім. Dogern) — громада в Німеччині, знаходиться в землі Баден-Вюртемберг. Підпорядковується адміністративному округу Фрайбург. Входить до складу району Вальдсгут.
Площа — 7,45 км2. Населення становить 2294 ос. (станом на 31 грудня 2020).